# Abe Mao
Mao Abe (阿部 真央 Abe Mao, sinh ngày 24 tháng 4, 1990)  là một ca sĩ-nhạc sĩ người Nhật Bản.

## Tiểu sử
Abe bắt đầu học piano từ năm ba tuổi và từ trung học cơ sở, cô muốn trở thành ca sĩ.  Cô đã từ bỏ piano để chuyển sang chơi guitar, muốn trở thành một ca sĩ / nhạc sĩ nhạc pop acoustic theo phong cách của nhạc sĩ nhạc pop người Canada Avril Lavigne.  Khi còn học trung học, cô thường xuyên bận rộn và tham gia các buổi thử giọng.  Vào tháng 2 năm 2006, vào một buổi sáng khi cô trốn học, cô đã viết bài hát đầu tiên của mình, " My Baby ".  Cuối năm 2006, cô tham gia cuộc thi Ōita của Lễ hội âm nhạc Yamaha Teens theo đề nghị của người quản lý cửa hàng nhạc cụ và biểu diễn "My Baby".  Cô đã giành được giải thưởng lớn, và sau đó bước vào phiên bản toàn quốc, nơi cô đã giành được một giải thưởng danh dự sau khi biểu diễn "Haha no Uta" (母の唄 Mother Song).
Sau khi học xong trung học, cô chuyển đến Tokyo và được ký hợp đồng với hãng thu âm Pony Canyon.  Abe đã biểu diễn tại nhiều sự kiện trực tiếp, bao gồm một số sự kiện cao cấp như Rock in Japan Festival.  Từ tháng 8 đến tháng 11, bốn bản demo âm thanh của các bài hát Abe đã được phát hành trên iTunes.  Thứ ba trong số này, "My Baby", được chọn là bài hát tải xuống miễn phí trong iTunes tháng 10.
Abe đã phát hành album đầu tiên miễn phí vào tháng 1 năm 2009.  Ca khúc chủ đề cùng tên được phát hành dưới dạng đĩa đơn và đã làm rất tốt trên các đài phát thanh: Abe đạt # 1 trên bảng xếp hạng Hot 100 của Billboard Japan, mặc dù chỉ có thành phần phát sóng được xếp hạng theo thứ hạng của cô (trái ngược với doanh thu phát sóng và bán đĩa hầu hết các bản phát hành khác).
Kể từ album, cô đã phát hành ba đĩa đơn, hai đĩa đầu tiên lọt vào top 20 trên bảng xếp hạng đĩa đơn Oricon.  Phần ba, " Itsu no Hi mo ", đạt hạng 2 trên bảng xếp hạng Hot 100 của Nhật Bản, một tuần trước khi phát hành đĩa đơn.  Đĩa đơn được theo sau bởi album thứ hai của cô, Pop, là album top 5 đầu tiên của cô trên bảng xếp hạng album Oricon.